# ماريو تشالدو
ماريو تشالدو (بالإسبانية: Mario Chaldú)‏ مواليد 6 يونيو 1942 في بوينس آيرس، هو لاعب كرة قدم أرجنتيني. يلعب في مركز الهجوم. سبق له أن لعب في كأس العالم لكرة القدم مع منتخب بلاده وذلك في مونديال عام 1966.

## المسيرة الاحترافية

### مع الأندية
بدأ ماريو تشالدو المولود عام 1942 في بوينس آيرس عاصمة الأرجنتين مسيرته الكروية في نادي بانفيلد، وهو نادي صغير من مدينة بانفيلد في محافظة بوينس آيرس. لعب المهاجم تشالدو من 1961 إلى 1965 ومرة أخرى في 1970 وحقق ما مجموعه 119 مباراة في الدوري لبانفيلد حيث سجل 21 هدفا. لم يفز باللقب مع بانفيلد بشكل عام لم يكن النادي من بين الأفضل في الأرجنتين في ذلك الوقت وكان موجودًا في الغالب في المراتب السفلى في الدوري الأرجنتيني الأول. في عام 1966 غادر تشالدو ناديه الأصلي وانضم إلى نادي سان لورينزو. في نادي سان لورنزو قدم تسع عشرة مباراة في الدوري وسجل ثلاثة أهداف، لكنه بقي لمدة عام واحد فقط مع النادي. بعد حوالي عامين من دون عمل، وقع عقدا في عام 1968 مع نادي راسينغ، الفائز في كأس ليبرتادوريس وكأس الإنتركونتيننتال. ومع ذلك، لم يكن تشالدو قادرًا على تأكيد نفسه في فريق عظماء كرة القدم الأرجنتيني مثل ألفيو باسيلي أو أومبرتو ماسكيو أو روبرتو بيرفومو وشارك فقط إلى عشر مباريات في الدوري مع هدفين. في عام 1970 عاد إلى كاليفورنيا بانفيلد، حيث لعب لمدة عام آخر. كان عام 1971 عامًا آخر في مار دل بلاتا قبل أن ينهي تشالدو مسيرته النشطة في سن 29 فقط.

### الأندية التي لعب لها
- بانفيلد
- نادي سان لورينزو
- نادي راسينغ

## المنتخب الوطني
شارك ماريو تشالدو في خمس مباريات بين عام 1964 وعام 1966 مع منتخب الأرجنتين. معه شارك في كأس العالم 1966 في إنجلترا، ولكن لم يلعب خلال البطولة. ومع ذلك، نجا فريقه من دور المجموعات في صدارة المجموعة في المجموعة B خلف ألمانيا وقبل إسبانيا وسويسرا، لكنه فشل بعد ذلك في ربع النهائي ضد المضيف وبطل العالم في وقتها إنجلترا.

## الوفاة
بعد معاناة طويلة مع المرض توفي تشالدو عن عمر ناهز 77 سنة في أبريل 2020 في عيادة في مدينة مونتي غراندي.

## روابط خارجية
- ماريو تشالدو على موقع الاتحاد الدولي (مؤرشف)  (الإنجليزية)
- ماريو تشالدو على موقع قاعدة بيانات كرة القدم.إي يو (الإنجليزية)
- ماريو تشالدو على موقع ناشيونال فوتبول تيمز (الإنجليزية)
- ماريو تشالدو على موقع عالم كرة القدم.نت (الإنجليزية)